# Circonscription autonomique de Minorque
Ne doit pas être confondu avec Circonscription électorale de Minorque.
La circonscription électorale de Minorque est l'une des quatre circonscriptions électorales des îles Baléares pour les élections au Parlement des îles Baléares.
Elle correspond géographiquement à l'île de Minorque.

## Synthèse
| AP & alliés  |       | 4  | 5  |    |    |    |    |    |    |    |    |    |  |  |
| CIM          |       | 1  |    |    |    |    |    |    |    |    |    |    |  |  |
| CDS          |       |    | 1  |    |    |    |    |    |    |    |    |    |  |  |
| IU           |       |    |    |    | 1  | 1  |    |    |    |    |    |    |  |  |
| PSM          |       | 2  | 2  | 2  | 1  | 1  | 1  | 1  | 1  |    |    |    |  |  |
| PSIB-PSOE    |       | 5  | 5  | 5  | 4  | 5  | 6  | 6  | 4  | 3  | 4  | 4  |  |  |
| PP           |       |    |    | 6  | 7  | 6  | 6  | 6  | 8  | 5  | 4  | 5  |  |  |
| Podemos      |       |    |    |    |    |    |    |    |    | 2  |    |    |  |  |
| MpM          |       |    |    |    |    |    |    |    |    | 3  | 2  | 2  |  |  |
| EUIB-Podemos |       |    |    |    |    |    |    |    |    |    | 2  | 1  |  |  |
| Cs           |       |    |    |    |    |    |    |    |    |    | 1  |    |  |  |
| Vox          |       |    |    |    |    |    |    |    |    |    |    | 1  |  |  |
|              |       |    |    |    |    |    |    |    |    |    |    |    |  |  |
| Total        | Total | 12 | 13 | 13 | 13 | 13 | 13 | 13 | 13 | 13 | 13 | 13 |  |  |

## Résultats détaillés

### 1983
| Parti     | Parti | Députés élus                                                                                           |
| --------- | ----- | --- |
| PSIB-PSOE |       | Tirs Pons Pons, Joaquím Vivó Cortés, Francesc Gómez Sabrido, Benjamí Carreras Font, Guillem Seguí Coll |
| CP        |       | Joan Huguet i Rotger, Josep Allès Serra, Manuel Jaén Palacios, Fernando Saura Manuel de Villena        |
| PSM       |       | Joan López Casasnovas, Joan Pons Moll                                                                  |
| CIM       |       | Cristóbal Triay Humbert                                                                                |

- Joan Pons (PSM) est remplacé en septembre 1983 par Ramon Orfila Pons.

### 1987
| Parti     | Parti | Députés élus |
| --------- | ----- | --- |
| AP-PL     |       | Joan Huguet i Rotger, Narcís Tudurí Marí, Manuel Jaén Palacios, Lluís Coll Allès, Fernando Saura Manuel de Villena |
| PSIB-PSOE |       | Tirs Pons Pons, Albert Moragues Gomila, Antoni Febrer Gener, Benjamí Carreras Font, Antoni Gómez Arbona            |
| PSM       |       | Joan López Casasnovas, Ramon Orfila Pons                                                                           |
| CDS       |       | Carles Ricci Febrer                                                                                                |

### 1991
| Parti     | Parti | Députés élus |
| --------- | ----- | --- |
| PP        |       | Joan Huguet i Rotger, Francesc Garcia Olives, Manuel Jaén Palacios, Lluís Coll Allès, Cristóbal Huguet Sintes, Antoni Pons Villalonga |
| PSIB-PSOE |       | Albert Moragues Gomila, Joana Barceló Martí, Antoni Gómez Arbona, Jaume Peralta Aparicio, Javier Tejero Isla                          |
| PSM       |       | Joan López Casasnovas, Ramon Orfila Pons                                                                                              |

- Francesc Garcia (PP) est remplacé en avril 1992 par Carlota Alberola Martínez.
- Joan López (PSM) est remplacé en septembre 1992 par Joan Gomila Barber.
- Albert Moragues (PSIB-PSOE) est remplacé en juin 1993 par Joan Mascaró Pons.

### 1995
| Parti     | Parti | Députés élus |
| --------- | ----- | --- |
| PP        |       | Joan Huguet i Rotger, Antoni Juaneda Cabrisas, José Simón Gornés Hachero, Carlota Alberola Martínez, Manuel Jaén Palacios, Alejandro Pax Dolz de Castellar, Andreu Avellí Casasnovas Coll |
| PSIB-PSOE |       | Joana Barceló Martí, Miquel Gascón Mir, Maria del Carme Garcia Querol, Javier Tejero Isla                                                                                                 |
| PSM       |       | Ramon Orfila Pons |
| EU        |       | Josep Portella Coll |

- Ramon Orfila (PSM) est remplacé en novembre 1997 par Joan Gomila Barber.

### 1999
| Parti     | Parti | Députés élus |
| --------- | ----- | --- |
| PP        |       | Guillem Camps Coll, Maria Cerezo Mir, José Simón Gornés Hachero, Cristóbal Huguet Sintes, Manuel Jaén Palacios, Misericordia Sugrañes Barenys |
| PSIB-PSOE |       | Joana Barceló Martí, Félix Fernández Terrés, Miquel Gascón Mir, Luisa Dubón Petrus, Tirs Pons Pons                                            |
| PSM       |       | Joan Gomila Barber |
| EU        |       | Josep Portella Coll |

### 2003
| Parti     | Parti | Députés élus |
| --------- | ----- | --- |
| PP        |       | José Seguí Díaz, Guillem Camps Coll, Maria Ana López Oleo, José Simón Gornés Hachero, Misericordia Sugrañes Barenys, Assumpta Vinent Barceló |
| PSIB-PSOE |       | Joana Barceló Martí, Damià Borràs Barber, Maria del Carme Garcia Querol, Andreu Bosch Mesquida, Angela Caulés Fuentes, Miquel Gascón Mir     |
| PSM       |       | Eduard Riudavets Florit |

- José Seguí (PP) est remplacé en juin 2003 par Cristóbal Huguet Sintes.
  - Cristóbal Huguet (PP) est remplacé en juillet 2003 par Juan Manuel Lafuente Mir.
    - Juan Manuel Lafuente (PP) est remplacé en septembre 2003 par Santiago Tadeo Florit.
- Angela Caulés (PSIB-PSOE) est remplacée en juin 2003 par Maria José Camps Orfila.
- Damià Borràs (PSIB-PSOE) est remplacé en juin 2003 par Félix Fernández Terrés.

### 2007
| Parti     | Parti | Députés élus |
| --------- | ----- | --- |
| PP        |       | Antònia Gener Bosch, Cristóbal Huguet Sintes, Assumpta Vinent Barceló, Santiago Tadeo Florit, Misericordia Sugrañes Barenys, José Simón Gornés Hachero |
| PSIB-PSOE |       | Joana Barceló Martí, Miquel Gascón Mir, Cristina Rita Larrucea, Ernest Ribalaiga Briones, Margarita Mercadal Mercadal, Josep Lluís Carretero Niembro   |
| PSM       |       | Eduard Riudavets Florit |

- Miquel Gascón (PSIB-PSOE) est remplacé en février 2010 par Marc Isaac Pons Pons.

### 2011
| Parti     | Parti | Députés élus |
| --------- | ----- | --- |
| PP        |       | Santiago Tadeo Florit, Margaret Mercadal Camps, Antoni Camps Casasnovas, Asunción Pons Fullana, José María Camps Buenaventura, Misericordia Sugrañes Barenys, Alejandro Sanz Benejam, Eulàlia Llufriu Esteva |
| PSIB-PSOE |       | Joana Barceló Martí, Marc Isaac Pons Pons, Cristina Rita Larrucea, Damià Borràs Barber |
| PSM       |       | Nel Martí Llufriu |

- Margaret Mercadal (PP) est remplacée en juin 2011 par Manuel José Monerris Barberá.

### 2015
| Parti     | Parti | Députés élus |
| --------- | ----- | --- |
| PP        |       | Santiago Tadeo Florit, Misericordia Sugrañes Barenys, Juan Manuel Lafuente Mur, Margaret Mercadal Camps, Antoni Camps Casasnovas |
| PSIB-PSOE |       | María José Camps Orfila, Damià Borràs Barber, Elena Baquero González                                                             |
| MpM       |       | Nel Martí Llufriu, Patricia Font Marbán, Josep Castells Baró                                                                     |
| Podemos   |       | María Montserrat Seijas Patiño, David Martínez Pablo                                                                             |

- Antoni Camps (PP) est remplacé en mars 2019 par Asunción Pons Fullana.

### 2019
| Parti        | Parti | Députés élus                                                                                        |
| ------------ | ----- | --------------------------------------------------------------------------------------------------- |
| PSIB-PSOE    |       | Marc Isaac Pons Pons, María Pilar Carbonero Sánchez, Damià Borràs Barber, Elena Costa Coll          |
| PP           |       | María Salomé Cabrera Roselló, Juan Manuel Lafuente Mir, Asunción Pons Fullana, José Luís Camps Pons |
| MpM          |       | Josep Castells Baró, Patricia Font Marbán                                                           |
| Podemos-EUIB |       | Pablo Jesús Jiménez Fernández, Cristina Mayor Abad                                                  |
| Cs           |       | Jesús Méndez Baiges                                                                                 |

- Marc Pons (PSOE) est remplacé en juillet 2019 par Joan Mascaró Bosch.
- Elena Costa (PSOE) est remplacée en juillet 2019 par Irene Triay Fedelich.

### 2023
| Parti        | Parti | Députés élus |
| ------------ | ----- | --- |
| PP           |       | Jordi López Ravanals, Misericordia Sugrañes Barenys, Sebastián Mesquida Pallicer, María Teresa Torrent Pallicer, Juan Manuel Lafuente Mir |
| PSIB-PSOE    |       | Marc Isaac Pons Pons, María Pilar Carbonero Sánchez, Damià Borràs Barber, Carolina Marqués Portella                                       |
| MpM          |       | Josep Castells Baró, Joana Gomila Lluch                                                                                                   |
| Vox          |       | Francisco José Cardona Vidal |
| Podemos-EUIB |       | Cristina Gómez Estévez |

- Juan Manuel Lafuente (PP) est remplacée le 27 juillet 2023 par María Salomé Cabrera Roselló.